# FDJ 2017
Questa voce raccoglie le informazioni riguardanti la squadra ciclistica FDJ nelle competizioni ufficiali della stagione 2017.

## Organico

### Staff tecnico
|  | Naz.               | Ruolo | Sportivo         |  |  |  |
|  | ------------------ | ----- | ---------------- |  |  |  |
|  | Francia (bandiera) | GM    | Marc Madiot      |  |  |  |
|  | Francia (bandiera) | DS    | Yvon Madiot      |  |  |  |
|  | Francia (bandiera) | DS    | Thierry Bricaud  |  |  |  |
|  | Francia (bandiera) | DS    | Martial Gayant   |  |  |  |
|  | Francia (bandiera) | DS    | Frédéric Guesdon |  |  |  |
|  | Francia (bandiera) | DS    | David Han        |  |  |  |
|  | Francia (bandiera) | DS    | Sébastien Joly   |  |  |  |
|  | Francia (bandiera) | DS    | Frank Pineau     |  |  |  |
|  | Francia (bandiera) | DS    | Julien Pinot     |  |  |  |

### Rosa
|  | Naz.                |  | Sportivo              | Anno |  |  |
|  | ------------------- |  | --------------------- | ---- |  |  |
|  | Francia (bandiera)  |  | William Bonnet        | 1982 |  |  |
|  | Italia (bandiera)   |  | Davide Cimolai        | 1989 |  |  |
|  | Francia (bandiera)  |  | Arnaud Courteille     | 1989 |  |  |
|  | Francia (bandiera)  |  | Mickaël Delage        | 1985 |  |  |
|  | Francia (bandiera)  |  | Arnaud Démare         | 1991 |  |  |
|  | Norvegia (bandiera) |  | Odd Christian Eiking  | 1994 |  |  |
|  | Francia (bandiera)  |  | Marc Fournier         | 1994 |  |  |
|  | Francia (bandiera)  |  | David Gaudu           | 1996 |  |  |
|  | Italia (bandiera)   |  | Jacopo Guarnieri      | 1987 |  |  |
|  | Norvegia (bandiera) |  | Daniel Hoelgaard      | 1993 |  |  |
|  | Lituania (bandiera) |  | Ignatas Konovalovas   | 1985 |  |  |
|  | Francia (bandiera)  |  | Matthieu Ladagnous    | 1984 |  |  |
|  | Francia (bandiera)  |  | Johan Le Bon          | 1990 |  |  |
|  | Francia (bandiera)  |  | Olivier Le Gac        | 1993 |  |  |
|  | Svezia (bandiera)   |  | Tobias Ludvigsson     | 1991 |  |  |
|  | Francia (bandiera)  |  | Jérémy Maison         | 1993 |  |  |
|  | Francia (bandiera)  |  | Lorenzo Manzin        | 1994 |  |  |
|  | Francia (bandiera)  |  | Rudy Molard           | 1989 |  |  |
|  | Svizzera (bandiera) |  | Steve Morabito        | 1983 |  |  |
|  | Francia (bandiera)  |  | Cédric Pineau         | 1985 |  |  |
|  | Francia (bandiera)  |  | Thibaut Pinot         | 1990 |  |  |
|  | Svizzera (bandiera) |  | Sébastien Reichenbach | 1989 |  |  |
|  | Francia (bandiera)  |  | Kévin Réza            | 1988 |  |  |
|  | Francia (bandiera)  |  | Anthony Roux          | 1987 |  |  |
|  | Francia (bandiera)  |  | Jérémy Roy            | 1983 |  |  |
|  | Francia (bandiera)  |  | Marc Sarreau          | 1993 |  |  |
|  | Francia (bandiera)  |  | Benoît Vaugrenard     | 1982 |  |  |
|  | Francia (bandiera)  |  | Arthur Vichot         | 1988 |  |  |
|  | Francia (bandiera)  |  | Léo Vincent           | 1995 |  |  |

## Palmarès

### Corse a tappe
World Tour
- Parigi-Nizza

1ª tappa (Arnaud Démare)
- Volta Ciclista a Catalunya

1ª tappa (Davide Cimolai)
- Giro d'Italia

20ª tappa (Thibaut Pinot)
- Critérium du Dauphiné

2ª tappa (Arnaud Démare)
- Tour de France

4ª tappa (Arnaud Démare)
Continental
- Étoile de Bessèges

1ª tappa (Arnaud Démare)
4ª tappa (Arnaud Démare)
- Vuelta a Andalucía

2ª tappa (Thibaut Pinot)
- Tour du Haut-Var

Classifica generale (Arthur Vichot)
- Tour of the Alps

5ª tappa (Thibaut Pinot)
- Quatre Jours de Dunkerque

2ª tappa (Arnaud Démare)
5ª tappa (Ignatas Konovalovas)
- Boucles de la Mayenne

Prologo (Johan Le Bon)
1ª tappa (Johan Le Bon)
- Tour de l'Ain

Prologo (Johan Le Bon)
3ª tappa (David Gaudu)
Classifica generale (Thibaut Pinot)
- Tour du Poitou-Charentes

5ª tappa (Marc Sarreau)

### Corse in linea
Continental
- Grand Prix Cycliste la Marseillaise (Arthur Vichot)
- Grand Prix de Denain (Arnaud Démare)
- Boucles de l'Aulne (Odd Christian Eiking)
- Halle-Ingooigem (Arnaud Démare)
- Brussels Cycling Classic (Arnaud Démare)

### Campionati nazionali
- Campionati svedesi

Cronometro (Tobias Ludvigsson)
- Campionati lituani

In linea (Ignatas Konovalovas)
Cronometro (Ignatas Konovalovas)
- Campionati francesi

In linea (Arnaud Démare)

## Classifiche UCI

### Calendario mondiale UCI
Individuale
Piazzamenti dei corridori della FDJ nella classifica individuale dell'UCI World Tour 2017.
| Pos. | Ciclista              | Punti |
| ---- | --------------------- | ----- |
| 22   | Thibaut Pinot         | 1 317 |
| 30   | Arnaud Démare         | 1 128 |
| 120  | Rudy Molard           | 247   |
| 130  | Anthony Roux          | 204   |
| 166  | Sébastien Reichenbach | 124   |
| 176  | David Gaudu           | 108   |
| 196  | Odd Christian Eiking  | 90    |
| 203  | Davide Cimolai        | 83    |
| 205  | Arthur Vichot         | 82    |
| 249  | Matthieu Ladagnous    | 55    |
| 282  | Lorenzo Manzin        | 40    |
| 287  | Ignatas Konovalovas   | 37    |
| 329  | Steve Morabito        | 24    |
| 346  | Tobias Ludvigsson     | 20    |
| 348  | Olivier Le Gac        | 19    |
| 352  | Jérémy Maison         | 16    |
| 381  | Mickaël Delage        | 10    |
| 389  | Léo Vincent           | 8     |
| 426  | William Bonnet        | 2     |
| 427  | Jérémy Roy            | 2     |

Squadra
La squadra FDJ ha chiuso in diciassettesima posizione con 3 616 punti.